# Collin Benjamin
Collin Benjamin (Windhoek, 3 augustus 1978) is een voormalig Namibisch voetballer die als verdediger speelde. Hij kwam het grootste deel van zijn carrière uit voor Hamburger SV. Hij speelde 32 interlands voor het Namibisch voetbalelftal en is daar sinds 2022 bondscoach.

## Carrière
Benjamin speelde in de jeugd in zijn thuisland bij FC Civics uit Windhoek. Hij vertrok in 1999 naar Duitsland. In 2001 ging hij naar Hamburger SV, waar hij tien jaar speelde. Hij speelde 191 wedstrijden voor de ploeg. Hij sloot zijn carrière af bij TSV 1860 München.

## Interlandcarrière
Benjamin speelde 32 interlands voor Namibië. Sinds 2022 is hij daar bondscoach. Onder zijn leiding haalde Namibië in 2023 voor het eerste de achtste finales van het Afrikaans kampioenschap voetbal. Het team versloeg Tunesië en speelde gelijk tegen Mali in de groepsfase. Ze werden in de achtste finale uitgeschakeld door Angola.